# Crossair
A Crossair foi uma companhia de aviação da Suíça. A sua designação mudou para Swiss International Air Lines após a falência da Swissair em 2002.

## História
A Crossair começou por ser uma companhia privada de aviação com a designação de "Business Flyers Basle by Moritz Suter". Em 18 de novembro de 1978, altera o seu nome para Crossair, antes de iniciar os voos regulares em 2 de julho de 1979, de Zurique para Nuremberga, Innsbruck e Klagenfurt. Em Novembro de 1995, passou a operar voos charter para a Swissair. 
Em 31 de março de 2002, a Swissair abre falência, e é adquirida pela Crossair que, então, alterou o nome da companhia para Swiss International Air Lines.

## Frota

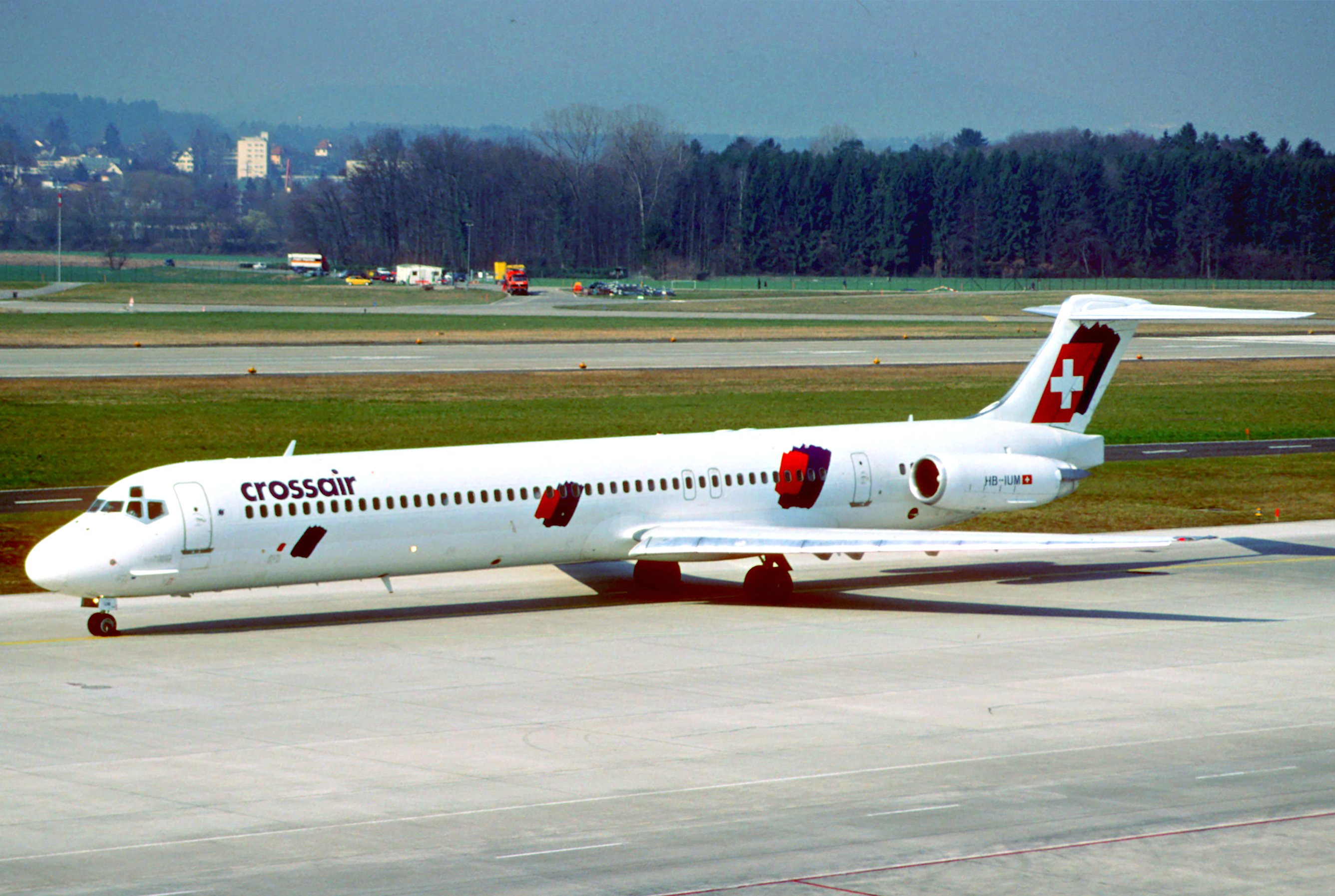
MD-83 da Crossair.

| Aeronave                        | Total | Início de actividade | Fim de actividade | Observações                                             |
| ------------------------------- | ----- | -------------------- | ----------------- | ------------------------------------------------------- |
| Piper L-4J                      | 1     | 1975                 |                   |                                                         |
| Cessna 310                      | 1     | 1975                 |                   |                                                         |
| Cessna 421                      | 1     | 1976                 |                   |                                                         |
| Cessna 551                      | 1     | 1977                 |                   |                                                         |
| Fairchild Swearingen Metroliner | 3     | 1979                 |                   |                                                         |
| Fairchild Swearingen Metroliner | 9     | 1980?                |                   |                                                         |
| SAAB 340                        | 34    | 1984                 | 2002              | voos de Basel substituído por Embraer ERJ 145           |
| Fokker 50                       | 5     | 1990                 | 1995              |                                                         |
| Fokker F27                      | 3     | 1984                 | 1984              |                                                         |
| BAe 146                         | 3     | 1990                 | 1994              |                                                         |
| Avro RJ 85                      | 4     | 1993                 | 2002              | designação: Kärpf, Piz Julier, Montchaibeux, Lindenberg |
| Avro RJ 100                     | 16    | 1995                 | 2002              |                                                         |
| Saab 2000                       | 32    | 1994                 | 2002              | substituído por Embraer ERJ 145                         |
| McDonnell Douglas MD-83         | 12    | 1979                 | 2004              |                                                         |
| Embraer ERJ 145 LU              | 25    | 2000                 | 2005?             | substituído por aeronaves SAAB                          |
| Embraer ERJ 145 LR              | 1     | 2002                 |                   | designação: Gemsstock substituído por aeronaves SAAB    |

## Acidentes
- A 10 de Janeiro de 2000, o voo Crossair 498 cai a após a descolagem do aeroporto de Zurique, vitimando as 10 pessoas que seguiam a bordo do avião.
- A 24 de Novembro de 2001, o voo Crossair 3597, cai perto da cidade de Zurique, vitimando 24 das 33 pessoas que seguiam a bordo. Entre a vítimas, estava a cantora e ex-integrante do grupo alemão La Bouche, Melanie Thornton.